# Donald of Islay
Donald of Islay († um 1318) war ein schottischer Adliger und Militär.

## Herkunft
Donald of Islay entstammte der Familie Macdonald, die zu den führenden Adelsfamilien auf den westschottischen Inseln gehörte. Seine genaue Identität ist aber ungeklärt. Er war vielleicht ein älterer Bruder, vielleicht aber auch ein Onkel oder Cousin von Alexander Macdonald und Angus Og.

## Rolle während des Schottischen Unabhängigkeitskriegs
Während des Schottischen Unabhängigkeitskriegs war Donald of Islay der Führer der Krieger, die ab Juni 1308 Edward Bruce, den Bruder von König Robert Bruce, bei den Kämpfen in Galloway unterstützten. Im März 1309 nahm er in St Andrews am ersten Parlament teil, das Robert Bruce als König abhielt. Im März 1315 überfiel John Macdougall mit englischer Hilfe mit einer Flotte die Hebriden. Dabei musste sich vermutlich Donald of Islay ergeben. Während der schottischen Invasion Irlands fiel in der Schlacht bei Faughart im Oktober 1318 ein namentlich nicht genannter Häuptling der Macdonalds zusammen mit Edward Bruce. Möglicherweise handelte sich bei diesem um Donald of Islay oder um Alexander Og. Ein weiterer Häuptling der Macdonalds wurde wenig später mit Seoan, einem Sohn des irischen Häuptlings Domnall O'Neill bei Derry getötet.